# Протока Танфільєва
Протока Танфільєва (рос. Пролив Танфильева) — протока в  Малій гряді Курильських островів. Розділяє острів Суйшьо від островів Анучина та Юрі. Відстань між островами Танфільєва і Акіюрі 6,3 км, між островами Танфільєва та Юрі 6 км. Найменша ширина протоки Танфільєва 5,75 км. Східна частина північної половини протоки, яка прилягає до острова Юрі, глибша, ніж західна. Названа іменем російського географа, геоботаніка та бджоляра Гаврила Танфільєва.
Протока є предметом територіального спору Японії та Росії. Японія її відносить до акваторії округу  Немуро префектури Хоккайдо; Росія — до Южно-Курильського міського округу Сахалінської області.
Рельєф дна нерівний. Між островами Танфільєва та Юрі знаходиться ряд скелястих банок з найменшими глибинами 2,2; 5,2 и 5,2 м, що знаходяться відповідно в 3 та 5 км на південь та в 4,25 км на схід та південний схід від мису Болотяного — північно-східного краю острова Танфільєва. Крім того, скеляста банка глибиною 4,7 м розміщена в 3,15 км на північ та північний схід від мису Катерний острова Юрі. В південній частині протоки знаходиться мілина Прикордонна.